# Dick Mol
Dick Mol (Winterswijk, 26 juni 1955), tevens bekend als Sir Mammoth, is een Nederlands autodidactisch paleontoloog. Hij is als honorair onderzoekmedewerker voor fossiele zoogdieren verbonden aan het Natuurhistorisch Museum Rotterdam. In het dagelijks leven is hij douaneambtenaar op Luchthaven Schiphol, waarbij hij zich heeft gespecialiseerd in namaak-merkproducten. In deze functie was hij ook te zien op televisiezender Yorin in de serie Schiphol Airport uit de jaren negentig.
Mol houdt zich bezig met het verzamelen, bestuderen van en publiceren over vondsten in de Noordzee van zoogdieren uit de IJstijd in het Pleistoceen. In Siberië heeft hij deelgenomen aan wetenschappelijke expedities. Hierbij heeft hij meegeholpen bij opgravingen van zoogdieren uit de ijstijd uit de permafrost (eeuwig bevroren bodem). Hierbij zijn hoofdzakelijk wolharige mammoeten met huid en haar opgegraven met in sommige gevallen ook maag- en darminhoud.
Mol heeft voor Nederlandse televisiebedrijven en televisiebedrijven uit andere landen expedities met boomkorkotters op de Noordzee georganiseerd. Hij is betrokken geweest bij de natuurdocumentaires Raising the Mammoth en Land of the Mammoth van Discovery Channel. Door zijn veelvuldig voor het voetlicht treden met zijn kennis van mammoetfossielen kreeg hij de bijnaam 'Sir Mammoth'.

## Prijzen
Mol ontving verscheidene prijzen voor zijn bijdragen aan de wetenschap. In de onderstaande lijst staan prijzen die hij ontving.
- Zittel-Medaille (2002)
- Giuseppe Sciacca Prijs (2013) door de Pauselijke Urbaniana Universiteit

## Selectie van publicaties
- De mammoet: sporen uit de IJstijd; Dick Mol & Hans van Essen; BZZTôH (1992); ISBN 9062917283
- Discovering the Siberian Mammoth; Dick Mol, Christian de Maliave & Bernard Buigue; CERPOLEX/Mammuthus (2004); ISBN 9080894915
- De wolharige neushoorn: een dier van de mammoetsteppe; Dick Mol, Arthur Oosterbaan & John de Vos; Neushoorn Stichting Nederland (2004); ISBN 9090180133
- Eiszeitliche Grosssäugetiere der Sibirischen Arktis; Ralf D. Kahlke & Dick Mol; Schweizerbart (2005); ISBN 3510613740
- De Sabeltandtijger uit de Noordzee; Dick Mol, Wilrie van Logchem, Kees van Hooijdonk & Remie Bakker; DrukWare (2007); ISBN 9789078707035
- The Saber-Toothed Cat of the North Sea; Dick Mol, Wilrie van Logchem, Kees van Hooijdonk & Remie Bakker; DrukWare (2008); ISBN 9789078707042
- Kleine encyclopedie van het leven in het Pleistoceen: mammoeten, neushoorns en andere dieren van de Noordzeebodem; Dick Mol, John de Vos, Remie Bakker, Bas van Geel, Jan Glimmerveen, Hans van der Plicht & Klaas Post; met foto’s van Hans Wildschut; Veen Magazines (2008); ISBN 9789085710981
- De Groote Wielen, Er was eens... Wie leefden er in De Groote Wielen in de ijstijd?; Anton Verhagen & Dick Mol; met foto’s van René Bleuanus, Hans Wildschut, Jan van Arkel, Rob Buiter, Remie Bakker, Bjorn de Wilde, Rob Rumes, Friedje Mol, Raymond van der Meer, Dirk De Winter, Daniel Fisher, Jan van de Steeg, Jeroen Reneerkens, Pieter Dijkstra, Martijn de Jonge; DrukWare (2009); ISBN 9789078707066
- Mammouths & Mastodontes de Haute Loire (tweetalig Engels Frans); Dick Mol & Frédéric Lacombat met bijdragen, foto's en illustraties van Remie Bakker, Francis Lateille, René Bleaunus, Hans Wildschut, Wilrie van Lochem, Leventhe Toth, Dick Molvlziko, Christian de Marliave, Daniel Fischer, Jan van der Steeg, Evgeny Maschenko, Mike Reich, Klaas Post, Wim van Vossen, Editions Jeanne-d'Arc(2010); ISBN 2911794974